# Сим (Челябинска област)
 Тази статия е за града.  За библейския патриарх вижте Сим.  
Сим (на руски: Сим) е град в Русия, разположен в Ашински район, Челябинска област. Населението му към 1 януари 2018 година е 12 893 души.